# Туберкулёма

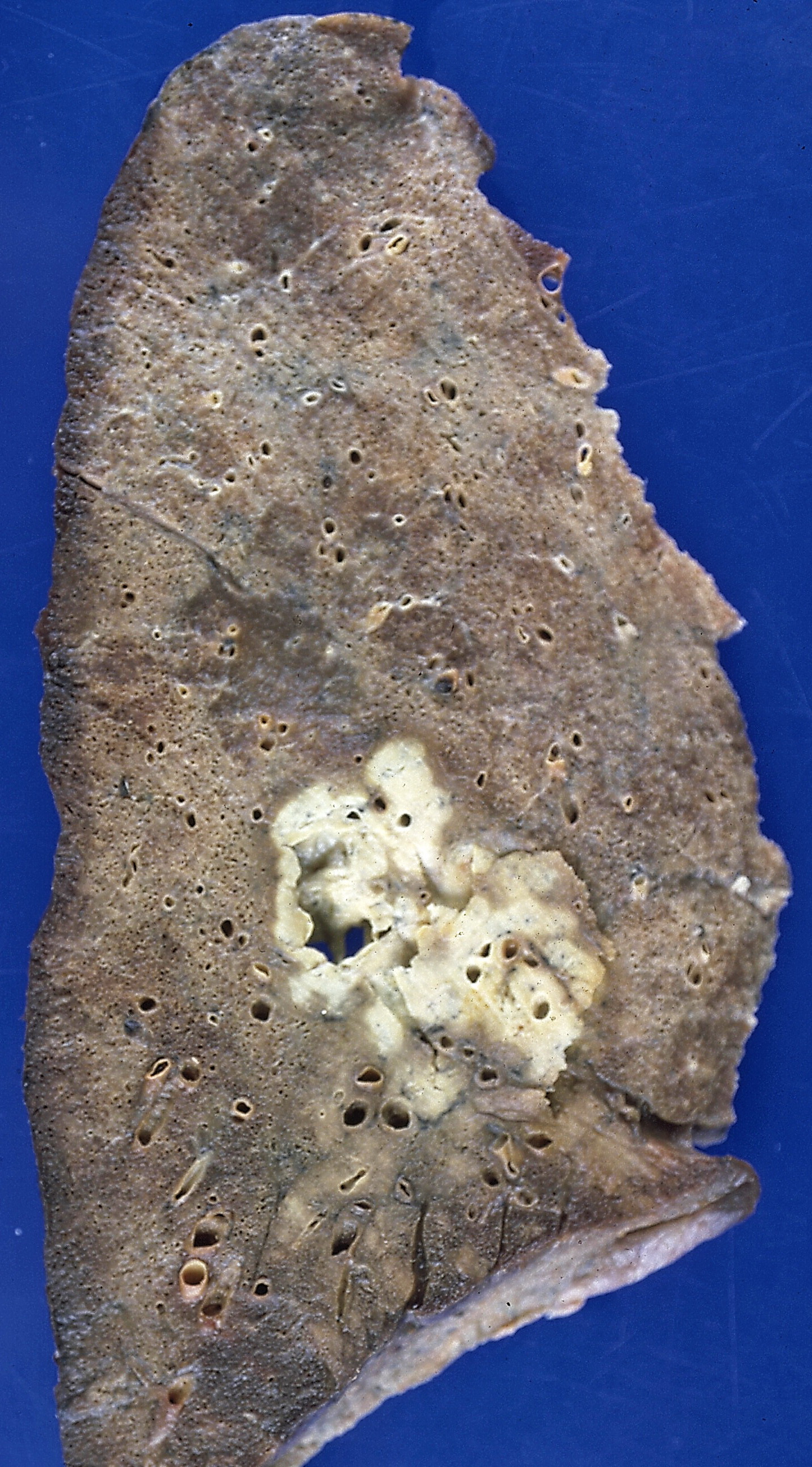
Туберкулёма легкого с участком распада.

Туберкулёма (устар. «туберкулома») (лат. tuberculum — бугорок, -ωμα от ὄγκωμα — опухоль), или казеома лёгких — форма туберкулёза лёгких, внешне напоминающая опухоль, чем и обусловлено название. Представляет собой округлое кумулированное образование аморфного казеоза в лёгких. Чаще наблюдается единичная туберкулёма, чем множественная.

## Описание
Туберкулёмы могут возникать как при первичном, так и вторичном туберкулёзе.
Туберкулёма лёгкого является той формой туберкулезного процесса, к которой возможно применение хирургического метода лечения. Туберкулемы, которые образуются из очагов и инфильтратов, принято называть истинными (казеомы).

## Типы
Различают три типа туберкулём:
1. инфильтративно-пневмонический — стойкий очаг туберкулёзной пневмонии с участками казеоза и склонностью к продуктивной реакции
2. истинная казеома — инкапсулированный участок тотального казеоза
3. заполненная каверна — каверна, в полости которой содержится казеозная масса с включениями слизи и свернувшейся лимфы.